# Beverley Craven (album)
Beverley Craven è il primo album della cantante britannica Beverley Craven, pubblicato dall'etichetta discografica Epic Records nel 1990.

## Descrizione
L'album contiene 10 brani, tutti scritti dalla stessa Beverley Craven e tra i quali spicca Promise Me, singolo-hit dell'anno successivo, che contribuì a far conquistare alla cantante un BRIT Award come rivelazione nazionale e che ricevette, esso stesso, una nomination come miglior singolo britannico.

Tra gli altri brani, figurano Holding On, Woman to Woman e Memories, pure questi usciti come singoli.
Produttore dell'album fu Paul Samwell-Smith, che sostituì nella realizzazione dello stesso Steward Levine (produttore dei Simply Red), “sollevato” dal suo incarico per diversità di vedute con la cantante, che considerava il risultato troppo “commerciale”.

## Tracce
Testi e musiche di Beverley Craven.
Lato A
1. Promise Me – 3:38
2. Holding On – 3:53
3. Woman to Woman – 4:12
4. Memories – 4:58
5. Castle in the Clouds – 3:46

Lato B
1. You're Not the First – 4:05
2. Joey – 3:29
3. Two of a Kind – 3:05
4. I Listen to the Rain – 2:54
5. Missing You – 6:03

## Classifiche
| Classifica (1990-1991) | Posizione massima |
| ---------------------- | ----------------- |
| Regno Unito            | 3                 |
| Germania               | 38                |
| Norvegia               | 13                |
| Paesi Bassi            | 27                |
| Svizzera               | 10                |